# Ксенія (фільм)
«Ксенія» (грец. Ξενία) — грецький драматичний фільм, знятий Паносом Коутрасом. Він був обраний для змагання у секції «Особливий погляд» на Каннському кінофестивалі 2014. Також стрічка була обрана для показу у секції «Сучасне світове кіно» на міжнародному кінофестивалі у Торонто 2014. Фільм був висунутий Грецією на премію «Оскар-2016» у номінації «найкращий фільм іноземною мовою».

## Сюжет
Після смерті своєї матері, шістнадцятирічний Денні їде в Афіни до свого старшого брата Одіссеаса. Їхня мати була албанкою, а батько греком, і раніше брати не зустрічалися. Вони почуваються чужими у своїй власній країні, проте Денні і Одіссеас вирішують вирушити до Салонік, щоб знайти свого батька. Тим часом у Салоніках проходить кастинг на культове шоу — «Грецька зірка». Денні мріє, що його брат, обдарований співак, пройде кастинг і стане новою зіркою країни, яка відмовилася від братів.

## У ролях
- Костас Нікоулі — Денні
- Нікос Гелія — Одіссеас
- Янніс Станкоглу — Лефтеріс Хрістопулос
- Марісса Тріандафілліду — Василіки Хрістопулос
- Аггелос Пападімітріу — Тассос Періс
- Романа Лобатс — Марія-Соня

## Визнання
| Нагороди та номінації фільму «Ксенія» | Нагороди та номінації фільму «Ксенія»          | Нагороди та номінації фільму «Ксенія»    | Нагороди та номінації фільму «Ксенія»                               | Нагороди та номінації фільму «Ксенія» | Нагороди та номінації фільму «Ксенія» |
| Рік                                   | Нагорода                                       | Категорія                                | Номінант                                                            | Результат                             |                                       |
| ------------------------------------- | ---------------------------------------------- | ---------------------------------------- | ------------------------------------------------------------------- | ------------------------------------- | ------------------------------------- |
| 2014                                  | Каннський кінофестиваль 2014                   | Приз «Особливого погляду»                | «Ксенія»                                                            | Номінація                             |                                       |
| 2014                                  | Каннський кінофестиваль 2014                   | Queer Palm                               | «Ксенія»                                                            | Номінація                             |                                       |
| 2014                                  | Міжнародний кінофестиваль у Чикаго 2014        | «Г'юґо» за найкращий фільм               | «Ксенія»                                                            | Перемога                              |                                       |
| 2014                                  | Хіхонський міжнародний кінофестиваль 2014      | Спеціальний приз журі за найкращий фільм | «Ксенія»                                                            | Перемога                              |                                       |
| 2014                                  | Гамбурзький кінофестиваль 2014                 | Політична нагорода                       | «Ксенія»                                                            | Номінація                             |                                       |
| 2014                                  | Міланський міжнародний ЛГБТ-кінофестиваль 2014 | Спеціальна згадка                        | «Ксенія»                                                            | Перемога                              |                                       |
| 2014                                  | Грецька кінопремія 2014                        | Найкращий фільм                          | «Ксенія»                                                            | Перемога                              |                                       |
| 2014                                  | Грецька кінопремія 2014                        | Найкращий режисер                        | Панос Коутрас                                                       | Перемога                              |                                       |
| 2014                                  | Грецька кінопремія 2014                        | Найкраща чоловіча роль другого плану     | Аггелос Пападімітріу та Янніс Станкоглу                             | Перемога                              |                                       |
| 2014                                  | Грецька кінопремія 2014                        | Найкращий сценарій                       | Панос Коутрас та Панайотіс Еванджелідіс                             | Перемога                              |                                       |
| 2014                                  | Грецька кінопремія 2014                        | Найкращий монтаж                         | Йоргос Лампрінос                                                    | Перемога                              |                                       |
| 2014                                  | Грецька кінопремія 2014                        | Найкращий дизайн костюмів                | Вассіліос Барбарігос                                                | Перемога                              |                                       |
| 2014                                  | Грецька кінопремія 2014                        | Найкраща чоловіча роль                   | Костас Нікоулі та Нікос Гелія                                       | Перемога                              |                                       |
| 2014                                  | Грецька кінопремія 2014                        | Найкраща жіноча роль другого плану       | Марісса Тріандафілліду                                              | Перемога                              |                                       |
| 2014                                  | Грецька кінопремія 2014                        | Найкращий звук                           | Фабріс Осінський, Фред Демолдер, Валері Ле Докте та Янніс Скандаміс | Перемога                              |                                       |
| 2014                                  | Грецька кінопремія 2014                        | Найкраща музика                          | Делані Блу та Джордж Буосоуніс                                      | Перемога                              |                                       |
| 2014                                  | Грецька кінопремія 2014                        | Найкращий виробничий дизайн              | Пінелопі Валті                                                      | Перемога                              |                                       |
| 2014                                  | Грецька кінопремія 2014                        | Найкращий грим                           | Бенедикт Труве                                                      | Перемога                              |                                       |
| 2014                                  | Грецька кінопремія 2014                        | Найкращі спецефекти                      | Ентоні Гуерта та ACE Image Factory                                  | Перемога                              |                                       |